# استیلوی
استیلوی (به لاتین: Stylloi) یک منطقهٔ مسکونی در قبرس شمالی است که در ناحیه غازی ماغوسا واقع شده‌است.